# Три Сикс Мафия
Три Сикс Мафия (оригин. Three 6 Mafia) е американска рап група ot Мемфис, Тенеси. Създадена е през 1991 (първоначално под името Triple 6 Mafia) от DJ Пол, Лорд Инфамъс, и Джуси Джей, които не след дълго приемат три нови попълнения в групата: Куупста Ника, Генгста Бу, и Крънчи Блек. Като гост в изпълнения на групата много често участва и Проджект Пат (братът на Джуси Джей), до такава степен, че дори често бива смятан за член на групата. Песента им It's Hard out Here for a Pimp (2005), печели награда за най-оригинална песен на 78-те Академични Награди.
Групата издава техният horrorcore дебютен албум Mystic Stylez през 1994 в Prophet Entertainment, звукозаписна компания, която те създават и след време разпускат за да основат Hypnotize Minds (настоящата им собствена звукозаписна компания). Техният музикален стил в началото е представлявал комбинация от мрачен, страховит ритъм и силни текстове. Впоследствие той става доста по мелодичен. Те са си спечелили за фенове голяма част от аудиторията, които нарастват все повече и повече, откакто спечелиха Оскар. Три Сикс Мафия работят по Last 2 Walk, техният девети студиен албум. Обявената от тях дата на издаване е 24 юни 2008 година.

## История
Групата стартира през 1991 в Мемфис с трима членове: DJ Пол (Пол Бюрегард), Джуси Джей (Джордан Хюстън), и Лорд Инфамъс (Рики Дъниган). Оригиналното име на групата било Backyard Posse и не след дълго било променено на Triple Six Mafia. Групата оформила чрез релийзи много EP албуми в тяхната звукозаписна компания с Ник Скарфо, Prophet Entertainment, по-късно те създават своя собствен лейбъл, Hypnotize Minds Records; още в началото на кариерата си, те задвижват и кариерите на няколко други рапъра.
До този момент от еволюцията на групата, те са сключили договор с водеща музикална компания и бележат успехи с възхитителни сингли. Лидерите на групата DJ Пол и Джуси Джей започват да разширяват тяхната марка, като продуцират и издават солови албуми на други членове от групата (Генгста Бу, Куупста Нига). Но те не спират само дотам, те продуцират албумите на Проджект Пат и Дъ Кеиз, също така и Компилационните Албуми: Tear Da Club Up Thugs, Hypnotize Camp Posse, Da Headbussaz, и Prophet Posse. През това време те също издават и колекцията си от неиздавани тракове и доказали се хитове от ранните им години (Underground Vol. 1: (1991-1994), Underground Vol. 2: Club Memphis, Underground Vol. 3: Kings of Memphis).

## Възходът и промените
През 2000 г. бе издаден албумът When the Smoke Clears. С успехът на водещия сингъл Sippin’ on Some Syrup в няколко не-южни маркета, албумът дебютира на 6-о място в класацията Billboard 200, след което получи летящ старт с помощта на MTV и няколко радиа.
В тази ера групата загуби два свои члена. През 2000 г. Куупста Нига напусна групата заради парични противоречия. А през 2001 г. Генгста „Лейди“ Бу напусна групата, преследвайки солова кариера, a също и поради религиозни различия.
Gangsta Boo беше намерена мъртва в дома си на 1 януари 2023 г., на 43-годишна възраст. DJ Paul потвърди смъртта й чрез Instagram. Причината за смъртта не беше обявена веднага..